# Pareiorhaphis nudulus
Pareiorhaphis nudulus är en fiskart som först beskrevs av Roberto Esser dos Reis och Pereira, 1999.  Pareiorhaphis nudulus ingår i släktet Pareiorhaphis och familjen Loricariidae. Inga underarter finns listade i Catalogue of Life.